# Финтина (Брашов)
Финтина (рум. Fântâna) — село у повіті Брашов в Румунії. Входить до складу комуни Хогіз.
Село розташоване на відстані 181 км на північ від Бухареста, 42 км на північний захід від Брашова.

## Населення
За даними перепису населення 2002 року у селі проживали 316 осіб, з них 313 осіб (99,1%) румунів. Рідною мовою 315 осіб (99,7%) назвали румунську.